# یواس‌اس مانسامو (آی‌دی-۱۶۰۷)
یواس‌اس مانسامو (آی‌دی-۱۶۰۷) (به انگلیسی: USS Munsomo (ID-1607)) یک کشتی بود که طول آن ۳۲۸ فوت ۶ اینچ (۱۰۰٫۱۳ متر) بود. این کشتی در سال ۱۹۱۶ ساخته شد.